# Calciatore sudamericano dell'anno 1999
Il premio di calciatore sudamericano dell'anno per il 1999 fu assegnato a Javier Saviola, calciatore argentino del River Plate.

## Classifica
| Pos. | Calciatore          | Naz.      | Punti | Club            |
| ---- | ------------------- | --------- | ----- | --------------- |
| 1.   | Javier Saviola      | Argentina | 55    | River Plate     |
| 2.   | Francisco Arce      | Paraguay  | 45    | Palmeiras       |
| 3.   | Juan Román Riquelme | Argentina | 42    | Boca Juniors    |
| 4.   | José Luis Chilavert | Paraguay  | 36    | Vélez Sarsfield |
| 5.   | Iván Córdoba        | Colombia  | 33    | San Lorenzo     |
| 6.   | Alex                | Brasile   | 28    | Palmeiras       |
| 7.   | Pablo Aimar         | Argentina | 27    | River Plate     |
| 8.   | Vampeta             | Brasile   | 23    | Corinthians     |
| 9.   | Freddy Rincón       | Colombia  | 22    | Corinthians     |
| 9.   | Ronaldinho          | Brasile   | 22    | Grêmio          |
| 9.   | Walter Samuel       | Argentina | 22    | Boca Juniors    |
| 12.  | Jorge Bermúdez      | Colombia  | 21    | Boca Juniors    |
| 12.  | Martín Palermo      | Argentina | 21    | Boca Juniors    |
| 14.  | Júnior              | Brasile   | 17    | Palmeiras       |
| 15.  | Juan Pablo Sorín    | Argentina | 16    | River Plate     |
| 16.  | Cuauhtémoc Blanco   | Messico   | 14    | América         |
| 17.  | Romário             | Brasile   | 13    | Flamengo        |
| 18.  | Dida                | Brasile   | 12    | Corinthians     |
| 19.  | Leonardo Astrada    | Argentina | 11    | River Plate     |
| 20.  | Fabián Coelho       | Uruguay   | 8     | Nacional        |
| 20.  | Edílson             | Brasile   | 8     | Corinthians     |
| 20.  | João Carlos         | Brasile   | 8     | Corinthians     |
| 20.  | Mauricio Serna      | Colombia  | 8     | Boca Juniors    |
| 20.  | Mario Yepes         | Colombia  | 8     | River Plate     |
| 25.  | Júnior Baiano       | Brasile   | 6     | Palmeiras       |